# Suvi zemni gas
Suvi ili siromašni zemni gas se naziva zemni gas koji se sastoji skoro isključivo od metana (98%, čak do skoro 100%), uz sadržaj ostalih  parafinskih ugljovodonika od 1,5-2%.
Javlja se u bušotinama u kojima se zemni gas javlja samostalno, tj. bez nafte. 
Osim toga, nastaje i degazolinažom vlažnog zemnog gasa.
Za razliku od suvog, postoji i vlažni zemni gas.